# Bull de donja
El bull de donja o el bull gras és un embotit típic de l'Alt Urgell, però originari d'Andorra. Alguns cansaladers que ara en fan en van aprendre a les cases de pagès perquè a les cansaladeries aquesta tècnica s'havia perdut. Tenen la forma d'esferes allargassades, més o menys boterudes, amb un extrem lligat amb un cordill. El color extern és beix-grisós i la textura és lleugerament granelluda i greixosa. Es ven principalment a la botiga dels elaboradors, però també se'n pot trobar als restaurants de la comarca. Es presenta en peces individuals, que es venen senceres o al tall. Es menja fregit i a la graella, i pot acompanyar verdura i trinxats. També es pot menjar fred, com un altre bull, però es prefereix calent.
Es fa del collar que s'ha fet després d'haver tallat el cap i també de la ventresca. D'aquests es tallen unes tires de pam i mig de llarg, se'ls treu la cotna i se'ls afegeix sal i pebre. La pell amb la qual s'emboteix és la que els cansaladers anomenen rissades, i en trien les més amples. Es lliga pels dos caps i es fa coure a la caldera amb brou a 85-90 °C durant uns vint minuts. Finalment cal deixar-lo assecar durant cinc o sis dies.